# Noel Neill
Noel Neill (Minneapolis, 25 novembre 1920 – Tucson, 3 luglio 2016) è stata un'attrice statunitense, nota per aver interpretato il personaggio Lois Lane durante gli anni 40s.

## Biografia
Nel 1943, Neill sposò il truccatore Harold Lierley a Hollywood, in California. Il matrimonio fu annullato poco dopo. Neill sposò poi William Behrens nel 1953 a Santa Monica, in California ; il matrimonio finì con un divorzio nel 1962. Mentre era ancora sposata con Behrens, il programma televisivo Superman fu cancellato. Fu allora che la sua carriera di attrice diminuì e Neill divenne una casalinga, lavorando in seguito nel dipartimento televisivo della United Artists .  Dopo il divorzio da Behrens, Neill sposò Joel Taylor. Il matrimonio durò sette anni e si concluse con il divorzio della coppia nel 1971.
A seguito di una lunga malattia, Neill è morta a Tucson il 3 luglio 2016, all'età di 95 anni. Il suo pubblicista e biografo, Larry Ward, ha reso omaggio al suo ruolo di Lois Lane , così come l'attore Mark Hamill. Neill non aveva familiari diretti sopravvissuti. 

## Filmografia (parziale)
- Music Man - regia di Will Jason (1948)
- Adventures of Frank and Jesse James - regia di Fred C. Brannon (1948)
- When My Baby Smiles at Me - regia di Walter Lang (1948)
- Gun Runner - regia di Lambert Hillyer (1949)
- Son of a Badman - regia di Ray Taylor (1949)
- Red, Hot and Blue - regia di John Farrow (1949)
- Abilene Trail - regia di Lewis D. Collins (1951)
- Un americano a Parigi - regia di Vincente Minnelli (1951)
- Whistling Hills - regia di Derwin Abrahams (1951)
- Squali d'acciaio - regia di John Farrow (1951)
- Il più grande spettacolo del mondo - regia di Cecil B. DeMille (1952)
- Montana Incident - regia di Lewis D. Collins (1952)
- Gli uomini preferiscono le bionde - regia di Howard Hawks (1953)
- The Lawless Rider - regia di Yakima Canutt (1954)
- Superman - regia di Richard Donner (1978)
- Superman Returns - regia di Bryan Singer (2006)